# Felix Plieninger
Felix Plieninger est un paléontologue allemand spécialiste des ptérosaures, né le 27 juillet 1868 à Stuttgart et décédé le 11 avril 1954 dans la même ville.